# Nops blandus
Nops blandus là một loài nhện trong họ Caponiidae.
Loài này thuộc chi Nops. Nops blandus được Elizabeth Bangs Bryant miêu tả năm 1942.